# Los destellos
Los destellos és una pel·lícula dramàtica espanyola del 2024 escrita i dirigida per Pilar Palomero basada en la història Bihotz handiegia d'Eider Rodriguez Martin protagonitzada per Patricia López Arnaiz al costat d'Antonio de la Torre, Marina Guerola, i Julián López.

## Argument
A petició de la seva filla Madalen, Isabel comença a fer visites periòdiques al seu antic marit Ramón, que ara està malalt, desenterrant els rencors.

## Repartiment
- Patricia López Arnaiz com a Isabel[3]
- Marina Guerola com a Madalen[3]
- Antonio de la Torre com a Ramón[3]
- Julián López com a Nacho[4]

## Producció
Escrit per Pilar Palomero, el guió adapta la història d'Eider Rodríguez Un corazón demasiado grande, continguda en el llibre homònim (Bihotz handiegia en l'original basc). La pel·lícula és una producció de MOD Producciones, Misent Producciones i Inicia Films i va comptar amb la participació de RTVE, Movistar Plus+, TV3 i À Punt i el suport de l'ICAA, ICEC, i IVC. La directora de fotografia fou Daniela Cajías. Fou rodada a Horta de Sant Joan, Terra Alta.

## Estrena
Los destellos es va presentar a la competició oficial del Festival Internacional de Cinema de Sant Sebastià 2024 el 22 de setembre de 2024. Es va estrenar a les sales de cinema a Espanya per Caramel Films el 4 d'octubre de 2024.

## Recepció
Luis Martínez de El Mundo va donar a Los destellos 4 estrelles, considerant que és la millor pel·lícula de Palomero i una "pel·lícula colossal en cadascun dels seus dubtes".
Júlia Olmo de Cineuropa va descriure Los destellos com "una pel·lícula commovedora, devastadora i bella, que aconsegueix una gran profunditat sobre el final de la vida i la seva continuïtat".
Nando Salvà d'El Periódico de Catalunya va puntuar Los destellos amb 4 de 5 estrelles, considerant que és, "de lluny", la millor pel·lícula de Palomero.
Manuel J. Lombardo de Diario de Sevilla va donar a Los destellos 4 estrelles, afirmant haver vist i escoltat una "pel·lícula realment commovedora".

### Reconeixements
| Premi                                             | Data de cerimònia      | Categoria                                                 | Receptor(s)                 | Result    | Ref.   |
| ------------------------------------------------- | ---------------------- | --------------------------------------------------------- | --------------------------- | --------- | ------ |
| Festival Internacional de Cinema de Sant Sebastià | 28 de setembre de 2024 | Conquilla d'Or                                            | Los destellos               | Nominat   | [ 16 ] |
| Festival Internacional de Cinema de Sant Sebastià | 28 de setembre de 2024 | Conquilla de Plata a la millor interpretació protagonista | Patricia López Arnaiz       | Guanyador | [ 17 ] |
| Festival Internacional de Cinema de Sant Sebastià | 28 de setembre de 2024 | Premi SIGNIS                                              | Los destellos               | Guanyador | [ 17 ] |
| Premis Cinematogràfics José María Forqué          | 14 de desembre 2024    | Millor actriu en pel·lícula                               | Patricia López Arnaiz       | Nominat   | [ 18 ] |
| Premis Cinematogràfics José María Forqué          | 14 de desembre 2024    | Millor actor en pel·lícula                                | Antonio de la Torre         | Nominat   | [ 18 ] |
| Premis Gaudí                                      | 18 January 2025        | Millor pel·lícula en llengua no catalana                  | Los destellos               | Nominat   | [ 19 ] |
| Premis Gaudí                                      | 18 January 2025        | Millor guió adaptat                                       | Pilar Palomero              | Nominat   | [ 19 ] |
| Premis Gaudí                                      | 18 January 2025        | Millor actriu                                             | Patricia López Arnaiz       | Nominat   | [ 19 ] |
| Premis Gaudí                                      | 18 January 2025        | Millor actor secundari                                    | Antonio de la Torre         | Nominat   | [ 19 ] |
| Premis Feroz                                      | 25 de gener de 2025    | Millor pel·lícula dramàtica                               | Millor pel·lícula dramàtica | Nominat   | [ 20 ] |
| Premis Feroz                                      | 25 de gener de 2025    | Millor direcció                                           | Pilar Palomero              | Nominat   | [ 20 ] |
| Premis Feroz                                      | 25 de gener de 2025    | Millor actriu protagonista                                | Patricia López Arnaiz       | Nominat   | [ 20 ] |
| Premis Feroz                                      | 25 de gener de 2025    | Millor actor protagonista                                 | Antonio de la Torre         | Nominat   | [ 20 ] |
| Premis Feroz                                      | 25 de gener de 2025    | Millor actriu de repartiment                              | Marina Guerola              | Nominat   | [ 20 ] |
| Premis Feroz                                      | 25 de gener de 2025    | Millor actor de repartiment                               | Julián López                | Nominat   | [ 20 ] |